# Pomodori (album)
Pomodori è un album di Gino Paoli, pubblicato dalla Fonit Cetra nel 1998.

## Tracce
1. Il cane nero
2. Babbo Natale e Maria
3. Noi che non ci siamo accorti
4. Pomodori
5. Io sono il cielo
6. Il cacciatore di sogni
7. Lacrime di coccodrillo
8. Per navigare un ricordo
9. Chissà perché
10. La donna dei peccati

## Formazione
- Gino Paoli – voce
- Maurizio Pica – chitarra classica, chitarra a 12 corde
- Vito Mercurio – basso
- Peppe Vessicchio – pianoforte, fisarmonica
- Maurizio Abeni – pianoforte
- Maurizio Fiordiliso – chitarra acustica, chitarra elettrica
- Mario Guarini – basso
- Arnaldo Vacca – percussioni
- Lele Melotti – batteria
- Giorgio Cocilovo – chitarra elettrica, chitarra acustica, bouzouki, chitarra a 12 corde
- Alessandro Italiano – tastiera, programmazione
- Alessandro Marino – violino
- Claudio Rotundi – violino
- Renato Riccio – viola
- Fabrizio Fabiano – violoncello
- Simone Baroncini – corno
- Giovanni Minale – sassofono soprano
- Davide Di Gregorio – sax
- Alexandre Cerdà – tuba
- Raffaele Minale – clarinetto